# 超額死亡
超額死亡是一种现象，是指一段時間內死亡人數與預期死亡人數的差額。有時某個時間段死亡人数过多（即死亡人数多于预期），而之後一段時間內死亡人數又少於預期。 它通常由於热浪、寒潮、流行病和瘟疫、流感大流行、饑荒或战争等因素造成。
例如在热浪期间，人口中经常会出现额外的死亡，尤其是老年人和有嚴重基礎性疾病的人更容易去世。然而在超額死亡之后，人們也观察到在随后的几周内总体死亡率有所下降。 

## 2019冠状病毒病大流行
超额死亡在2019冠状病毒病大流行期间被广泛采用，用于较为精确的衡量大流行期间的真实死亡。2022年5月，世界卫生组织发布新闻稿称，2020年1月1日至2021年12月31日期间全球范围内估计的超额死亡达1490万人。2023年5月，经济学人模型估计，全球仍有约5%的相对于疫情前的超额死亡。